# Eikla
Eikla – wieś w Estonii, w prowincji Saare, w gminie Kaarma. W 2004 roku wieś zamieszkiwało 137 osób.